# Peter Riegert
Peter Riegert (The Bronx (New York), 11 april 1947) is een Amerikaans acteur, filmproducent, filmregisseur en scenarioschrijver.

## Biografie
Riegert werd geboren in de borough The Bronx van New York, maar groeide op in Greenburgh (Westchester County), en heeft de high school doorlopen aan de Ardsley High School in Ardsley (Westchester County). Hierna ging hij in 1964 naar de University at Buffalo in Buffalo (New York). Voordat hij acteur werd had hij nog andere beroepen zoals onderwijzer, kelner en maatschappelijk werker.
Riegert begon met acteren in het theater, hij maakte in 1975 zijn debuut op Broadway in het toneelstuk Dance With Me als understudy. Hierna heeft hij nog gespeeld op Broadway in 1980 in de musical Censored Scenes From King Kong, in 1987 in het toneelstuk The Nerd, in 1997 in het toneelstuk An American Daughter en in 1997 in het toneelstuk The Old Neighborhood.
Riegert begon in 1976 met acteren voor televisie in de korte animatiefilm Isabella and the Magic Brush. Hierna heeft hij nog meerdere rollen gespeeld in films en televisieseries zoals Animal House (1978), A Shock to the System (1990), The Mask (1994), Passion of Mind (2000), In the Weeds (2000), The Sopranos (2001-2002), Law & Order: Special Victims Unit (2004-2007), Damages (2007), We Bought a Zoo (2011) en The Good Wife (2009-2012).
Riegert is ook actief als filmproducent, filmregisseur en scenarioschrijver, in 2004 heeft hij de film King of the Corner geschreven en geregisseerd en in 2000 heeft hij de korte film By Courier geproduceerd, geregisseerd en geschreven.

## Prijzen
- 2001 Academy Awards in de categorie Beste Korte Film met de korte film By Courier – genomineerd.
- 2001 Screen Actors Guild Awards in de categorie Uitstekende Optreden door een Cast in een Film met de film Traffic – gewonnen.
- 1993 Emmy Awards in de categorie Uitstekende Acteur in een Bijrol in een Film met de film Barbarians at the Gate – genomineerd.

## Filmografie

### Films
Selectie:
- 2011 We Bought a Zoo – als Delbert McGinty
- 2000 Traffic – als Michael Adler
- 2000 In the Weeds – als Barry
- 2000 Passion of Mind – als dr. Peters
- 1996 Pie in the Sky – als Dunlap
- 1994 The Mask – als luitenant Mitch Kellaway
- 1992 Utz – als Marius Fisher
- 1991 Oscar – als Aldo
- 1990 A Shock to the System – als Robert Benham
- 1983 Local Hero – als Mac
- 1978 Animal House – als Donald Schoenstein

### Televisieseries
Uitgezonderd eenmalige gastrollen.
- 2021 Succession - als Roger Pugh`- 2 afl.
- 2017 - 2019 Unbreakable Kimmy Schmidt - als Artie Goodman - 9 afl.
- 2018 Disjointed - als Walter - 5 afl.
- 2015 Show Me a Hero - als Oscar Newman - 6 afl.
- 2013 - 2014 Dads - als David Sachs - 19 afl.
- 2009 – 2012 The Good Wife – als rechter Harvey Winter – 5 afl.
- 2010 – 2011 One Tree Hill – als dr. August Kellerman – 6 afl.
- 2007 Damages – als George Moore – 9 afl.
- 2004 – 2007 Law & Order: Special Victims Unit – als Chauncey Zeirko – 7 afl.
- 2001 – 2002 The Sopranos – als Ronald Zellman – 6 afl.
- 2001 The Beast – als Ted Fisher – 5 afl.
- 1992 Middle Ages – als Walter Cooper – 2 afl.
- 1977 M*A*S*H – als Igor Straminsky – 2 afl.

- Bibsys: 3098048
- Biblioteca Nacional de España: XX1265945
- Bibliothèque nationale de France: cb14029941c (data)
- Gemeinsame Normdatei: 129621234
- International Standard Name Identifier: 0000 0001 0857 3629
- Library of Congress Control Number: n94017331
- MusicBrainz: 19fc8693-a8a0-456d-aa1e-3006f36afc6b
- Nationale Bibliotheek van Tsjechië: xx0306418
- Nationale bibliotheek van Australië: 36018522
- Nationale Bibliotheek van Israël: 987007376286605171
- Nederlandse Thesaurus van Auteursnamen: 35372081X
- SNAC: w60z85mn
- Système universitaire de documentation: 129676276
- Virtual International Authority File: 49422512